# موسی‌آباد (دهاقان)
موسی‌آباد (دهاقان)، روستایی از توابع بخش مرکزی شهرستان دهاقان در استان اصفهان ایران است.
در قدیم به کنجدجان معروف یوده. اکنون (و در سال ۱۳۹۲ هجری شمسی مصادف با ۲۰۱۴ میلادی) بخشی (یا محله‌ای) از شهر جدید گلشن است. همچنین در تقسیمات کشوری اکنون جزء شهرستان دهاقان محسوب می‌شود.

## جمعیت
این روستا در دهستان موسی‌آباد قرار دارد و براساس سرشماری مرکز آمار ایران در سال ۱۳۸۵، جمعیت آن ۳٬۶۲۸ نفر (۱٬۰۷۷خانوار) بوده‌است.